# Distrito 1 (condado de Webster, Nebraska)
El distrito 1 (en inglés: 1 District) es distrito ubicado en el condado de Webster en el estado estadounidense de Nebraska. En el año 2010 tenía una población de 702 habitantes y una densidad poblacional de 1,25 personas por km².

## Geografía
El distrito 1 se encuentra ubicado en las coordenadas 40°7′53″N 98°23′17″O / 40.13139, -98.38806. Según la Oficina del Censo de los Estados Unidos, el distrito tiene una superficie total de 562.59 km², de la cual 562.41 km² corresponden a tierra firme y (0.03%) 0.18 km² es agua.

## Demografía
Según el censo de 2010, había 702 personas residiendo en el distrito 1. La densidad de población era de 1,25 hab./km². De los 702 habitantes, el distrito 1 estaba compuesto por el 96.01% blancos, el 0.28% eran afroamericanos, el 0.43% eran amerindios, el 0.71% eran asiáticos, el 0% eran isleños del Pacífico, el 1% eran de otras razas y el 1.57% pertenecían a dos o más razas. Del total de la población el 3.99% eran hispanos o latinos de cualquier raza.